# Heinrich Heß
Heinrich Heß (ur. 27 lutego 1928 w Saarbrücken, zm. 18 sierpnia 1993 w Völklingen) – kajakarz z Protektoratu Saary,  uczestnik LIO 1952.
Na igrzyskach startował w dwóch konkurencjach: na 1000 m i na 10 000 m (w parze z Kurtem Zimmerem). Na dystansie 1000 m odpadli w eliminacjach, a na dystansie 10 000 m zajęli 12. miejsce.